# Bóng bida
Bóng bida là một loại bóng nhỏ, cứng, được dùng trong các môn thể thao dùng gậy, như carom billiards, pool và snooker. Kiểu dáng, kích thước, màu sắc, số và hoa văn của bóng khác biệt tùy thuộc vào từng môn. Các đặc tính cụ thể khác của bóng như độ cứng, hệ số ma sát và độ đàn hồi rất quan trọng đối với sự chính xác trong môn thể thao.

## Lịch sử

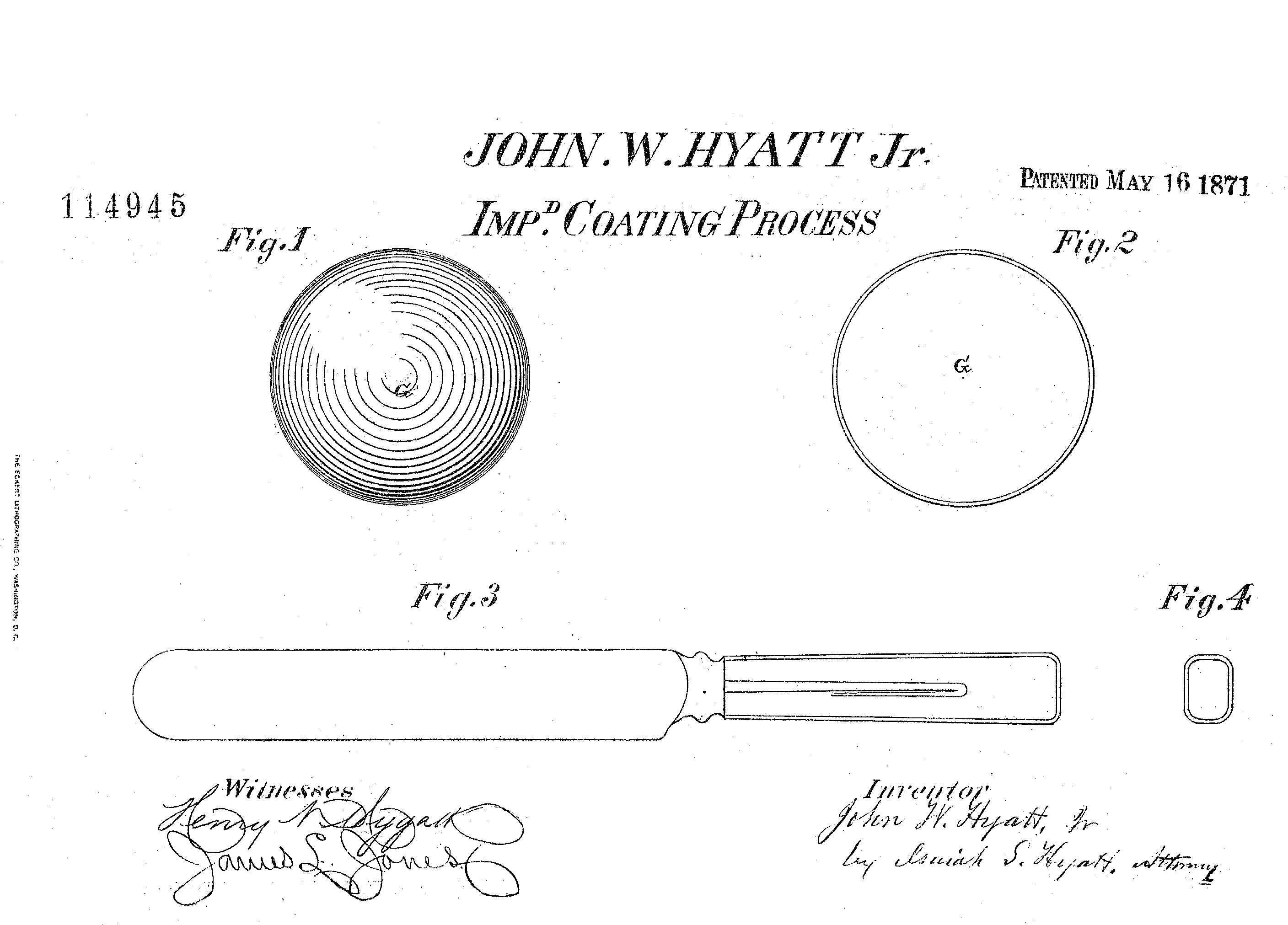
Hyatt's celluloid ball patent (1871)

Những quả bóng thuở sơ khai được làm bằng nhiều chất liệu khác nhau, bao gồm cả gỗ và đất sét (đất sét còn được sử dụng cho đến thế kỷ 20). Mặc dù những quả bóng xương bò với giá cả phải chăng được sử dụng phổ biến ở châu Âu, ngà voi là chất liệu được ưa chuộng muộn nhất từ năm 1627 cho đến đầu thế kỷ 20:17; tài liệu sớm nhất nhắc đến bóng bi da bằng ngà voi từ năm 1588 trong kho của Công tước xứ Norfolk. Những quả bóng được tô màu và đánh số xuất hiện vào khoảng đầu thập niên 1770:17. Vào giữa thế kỷ 19, những con voi bị giết thịt để lấy ngà với tốc độ đáng báo động, chỉ để đáp ứng nhu cầu về bóng bi da cao cấp. Một cái ngà voi chỉ có thể làm ra không quá tám quả bóng. Ngành công nghiệp sản xuất bóng bi da nhận ra rằng nguồn voi (nguồn chính để có ngà) đang bị đe dọa đến tuyệt chủng và để có được ngà cũng nguy hiểm:17. Các nhà phát minh đứng trước thử thách tìm ra được vật liệu thay thế có thể sản xuất được, với phần thưởng do một nhà cung cấp ở New York là Phelan và Collender đặt ra là 10 000 đô la Mỹ:17. (Tương đương $219.850 năm 2025.)